# Harvey Glatman
Harvey Murray Glatman (New York, 10 december 1927 – San Quentin, 18 september 1959) was een Amerikaans seriemoordenaar. Hij vermoordde ten minste drie vrouwen in de jaren 50 en werd ook verdacht van de moord op een tot 2009 ongeïdentificeerde vrouw. Media gaven hem bijnamen als The Glamour Girl Slayer en The Lonely-Hearts Killer. Glatman werd in 1959 geëxecuteerd in de gaskamer van de San Quentin State Prison.

## Misdaden
Glatman vertoonde vanaf zijn jeugd symptomen van a-socialiteit en sadistische neigingen. Nog voor hij volwassen was, werd hij verschillende keren opgepakt voor inbraak en ontvoering, in beide gevallen in combinatie met seksueel misbruik van een vrouw. Na het uitzitten van acht maanden gevangenisstraf hiervoor, werd hij in 1946 opnieuw vastgezet voor verschillende overvallen. Psychiaters van de Sing Sing-gevangenis stelden de diagnose dat Glatman een psychopathische stoornis had. Hij kwam niettemin in 1951 vrij en verhuisde zes jaar later naar Los Angeles.
Glatman deed zich daar voor als fotograaf en benaderde vrouwen met voorstellen om voor hem te poseren. Eenmaal in zijn woning, bond hij zijn slachtoffers vast en vergreep hij zich aan ze. Daarna verwurgde hij de vrouwen en dumpte hij hun lichamen in de woestijn. Van het misbruik maakte hij foto's. Toen hij zijn - voor zover bekend - potentieel vierde slachtoffer wilde ontvoeren, werd hij op heterdaad betrapt en gearresteerd. Glatman bekende daarop drie moorden en vertelde de politie waar ze een gereedschapskist konden vinden met foto's van zijn slachtoffers daarin. Hij werd voor twee moorden veroordeeld tot de doodstraf.

## Boulder Jane Doe
Glatman wordt ook verdacht van de moord op Boulder Jane Doe, een tot 2009 ongeïdentificeerd (Jane Doe) vrouwelijk lichaam dat in 1954 gevonden werd in Boulder. De stoffelijke resten bleken in 2009 toe te behoren aan Dorothy Gay Howard. Haar DNA kwam overeen met dat van een vrouw uit Phoenix bij wie het vermoeden was gerezen dat Boulder Jane Doe haar verdwenen zus zou kunnen zijn. Glatman was ten tijde van haar verdwijning in de regio en reed in een Dodge Coronet. Howards lichaam vertoonde schade die voort zou kunnen komen uit een aanrijding met die auto.